# Артурас Милакнис
Артурас Милакнис (литв. Artūras Milaknis; Каунас, 16. јун 1986) бивши је литвански кошаркаш. Играо је на позицијама бека и крила.

## Успеси

### Клупски
- Жалгирис:
  - Првенство Литваније (10): 2006/07, 2007/08, 2010/11, 2013/14, 2014/15, 2016/17, 2017/18, 2018/19, 2019/20, 2020/21.
  - Куп Литваније / Куп краља Миндовга (9): 2007, 2008, 2011, 2015, 2017, 2018, 2020, 2021, 2022.
  - Балтичка лига (3): 2007/08, 2009/10, 2010/11.

- Пријенај:
  - Куп Литваније (1): 2013.

### Појединачни
- Најкориснији играч финала Првенства Литваније (1): 2014/15.

### Репрезентативни
- Европско првенство:  2015.